# معركة سيدي بلال
معركة سيدي بلال أو معركة جنزور الثانية هي معركة وقعت في غرب جنزور عام 1912 في 20 سبتمبر، كانت المعركة بين الإيطاليون والمقاومة الليبية والقوات العثمانية، المعركة وقعت بعد معركة سيدي عبد الجليل ثلاث أشهر تقريباً، واستشهد في هذه المعركة عدد كبير من المجاهدين كما فقد الإيطاليون - باعترافهم - ما يزيد على ستمائة بين ضباط وجنود. واستغرقت هذه المعركة ما يزيد على عشر ساعات ويعتبرها الإيطاليون من المعارك الكبرى في تاريخ حملتهم العسكرية بليبيا، انتهت المعركة بسيطرة الإيطاليون على مرتفعات سيدي بلال غرب جنزور.

## الأحداث
بعد قيام القوات الإيطالية، بالأستيلاء على سيدي عبد الجليل عقب المعركة الكبرى التي جرت في ذلك المكان، في 8 يونيو 1912 (قبل أربعة أشهر تقريباً)، شعر الإيطاليون بعدم الإطمئنان إلى مواقعهم الجديدة التي كان يهددها المجاهدون من المناطق المجاورة، فقرروا العمل على احتلال مرتفع سيدي بلال، الواقع غرب جنزور، وذلك رغبة في تدعيم مواقعهم الدفاعية، وإبعاد خطر المجاهدين عنها.
وقد تحركت القوات الإيطالية يوم 20 سبتمبر 1912 من قواعدها في سيدي عبد الجليل في أربع تشكيلات مختلفة.
وكان المجاهدون يشكلون أربع محلات، موزعة بين جنزور والماية وصياد والحشان، وتقدر هذه القوة بحوالي 4200 مجاهد، بين مشاة وفرسان ومدفعية . أما القوة الاحتياطية للمجاهدين، فكانت ترابط في سواني بني أدم وفندق بن غشير وبئر طبراز، وتقدر في مجموعها بحوالي 12 ألف مجاهد، وقد أدخلها الإيطاليون في تقديرهم لقوة المجاهدين، توقعا لمشاركتهم في الهجوم على مؤخرة العدو، أو أحد أجنحته. كما وضع الإيطاليون احتياطاتهم لمواجهة احتمال قيام هذه القوة الكبيرة، بالهجوم على مدينة طرابلس، أثناء انشغال العدو بمعركة سيدي بلال.
بدأت المعركة عن الفجر، بقيام العدو بضرب مواقع المجاهدين بنيران مدفعيته القوية، ثم زحفت قواته في أربع تشكيلات متوازية الأتجاه، جناحها الأيمن بمحاذاة الشاطيء، والأيسر نحو المناطق الداخلية من جنزور وصياد، كما تحركت قوات احتياطية من الغيران، نحو خلة الفاندي لحماية الجناح الأيسر والمؤخرة من أي هجوم محتمل.
وما كادت هذه القوة تبدأ زحفها، ببعض طلائع الفرسان حتى ووجهت بمقاومة عنيفة، في الوقت الذي كانت فيه القوات الزاحفة بمحاذاة الشاطيء، قد دخلت في معركة مريرة مع المجاهدين الذين تصدوا لها دفاعاً عن الموقع، ولم يتمكن الإيطاليون من السيطرة على هذا الموقع إلا بعد أن تدخلت مدفعيته الثقيلة ومدفعية السفن الحربية، وبعد ساعتين من القتال الدامي العنيف، كما واجه الجناح الأيسر للعدو، مقاومة قوية في مشارف صياد، وعند خلة الفاندي، عندما هبت إلى هذا المكان، نجدات من المجاهدين المرابطين بسواني بني أدم، وأصبح وضع القوات الإيطالية، في هذا الموقع دقيقاً وخطيراً، وكادت تتعرض للإبادة مما أضطرها إلى طلب الدعم ولم تستطع إيقاف هذا الهجوم، وضغطه المتزايد، إلى أن تحولت إليها، كل القوات العاملة في الجبهة.